# Маскігон
Маскігон (англ. Muskegon) — місто (англ. city) в США, в окрузі Маскігон штату Мічиган. Населення — 38 318 осіб (2020).

## Географія
Маскігон розташований за координатами 43°13′42″ пн. ш. 86°15′19″ зх. д. / 43.22833° пн. ш. 86.25528° зх. д. (43.228218, -86.255415). За даними Бюро перепису населення США в 2010 році місто мало площу 46,93 км², з яких 36,81 км² — суходіл та 10,13 км² — водойми.

### Клімат
| Клімат : Маскігон       | Клімат : Маскігон | Клімат : Маскігон | Клімат : Маскігон | Клімат : Маскігон | Клімат : Маскігон | Клімат : Маскігон | Клімат : Маскігон | Клімат : Маскігон | Клімат : Маскігон | Клімат : Маскігон | Клімат : Маскігон | Клімат : Маскігон | Клімат : Маскігон |
| Показник                | Січ.              | Лют.              | Бер.              | Квіт.             | Трав.             | Черв.             | Лип.              | Серп.             | Вер.              | Жовт.             | Лист.             | Груд.             | Рік               |
| Абсолютний максимум, °C | 17,2              | 19,4              | 27,8              | 30,0              | 35,6              | 36,7              | 37,2              | 37,2              | 35,0              | 30,0              | 24,4              | 18,9              | 37,2              |
| Середній максимум, °C   | −0,7              | 0,7               | 6,1               | 13,3              | 19,4              | 24,4              | 26,9              | 26,0              | 21,8              | 14,9              | 8,0               | 1,7               | 13,6              |
| Середній мінімум, °C    | −6,6              | −6,1              | −2,8              | 2,9               | 8,3               | 13,7              | 16,6              | 16,1              | 11,6              | 5,8               | 1,1               | −3,7              | 4,8               |
| Абсолютний мінімум, °C  | −29,4             | −34,4             | −23,9             | −17,2             | −5,6              | −0,6              | 3,9               | 2,2               | −2,8              | −7,2              | −25,6             | −26,1             | −34,4             |
| Норма опадів, мм        | 52                | 46                | 57                | 74                | 83                | 65                | 60                | 86                | 99                | 79                | 85                | 65                | 851               |
| Днів з опадами          | 15,7              | 12,2              | 11,2              | 12,1              | 10,7              | 9,0               | 9,5               | 9,0               | 10,1              | 11,9              | 14,1              | 15,7              | 141,2             |
| Днів зі снігом          | 15,1              | 11,2              | 6,3               | 1,7               | 0                 | 0                 | 0                 | 0                 | 0                 | 0,3               | 4,0               | 12,9              | 51,5              |
| ----------------------- | ----------------- | ----------------- | ----------------- | ----------------- | ----------------- | ----------------- | ----------------- | ----------------- | ----------------- | ----------------- | ----------------- | ----------------- | ----------------- |
| Джерело: NOAA,          |                   |                   |                   |                   |                   |                   |                   |                   |                   |                   |                   |                   |                   |

## Демографія
Згідно з переписом 2010 року, у місті мешкала 38 401 особа в 13 967 домогосподарствах у складі 7895 родин. Густота населення становила 818 осіб/км². Було 16105 помешкань (343/км²).
Расовий склад населення:
| - 57,0 % — білих - 34,5 % — чорних або афроамериканців - 0,9 % — корінних американців - 0,4 % — азіатів - 2,6 % — осіб інших рас |

До двох чи більше рас належало 4,5 %. Частка іспаномовних становила 8,2 % від усіх жителів.
За віковим діапазоном населення розподілялося таким чином: 23,3 % — особи молодші 18 років, 65,1 % — особи у віці 18—64 років, 11,6 % — особи у віці 65 років та старші. Медіана віку мешканця становила 34,1 року. На 100 осіб жіночої статі у місті припадало 108,9 чоловіків; на 100 жінок у віці від 18 років та старших — 109,8 чоловіків також старших 18 років.
Середній дохід на одне домашнє господарство становив 38 818 доларів США (медіана — 27 106), а середній дохід на одну сім'ю — 46 129 доларів (медіана — 32 532). Медіана доходів становила 36 003 долари для чоловіків та 27 111 долар для жінок. За межею бідності перебувало 34,8 % осіб, у тому числі 49,5 % дітей у віці до 18 років та 16,0 % осіб у віці 65 років та старших.
Цивільне працевлаштоване населення становило 12 229 осіб. Основні галузі зайнятості: освіта, охорона здоров'я та соціальна допомога — 26,7 %, виробництво — 20,1 %, роздрібна торгівля — 12,5 %, мистецтво, розваги та відпочинок — 11,8 %.

## Персоналії
- Іггі Поп (*1947) — американський рок-співак.